# Candelaria fibrosa
Candelaria fibrosa är en lavart som först beskrevs av Elias Fries, och fick sitt nu gällande namn av Johannes Müller Argoviensis. Candelaria fibrosa ingår i släktet Candelaria och familjen Candelariaceae.   Inga underarter finns listade i Catalogue of Life.

## Källor

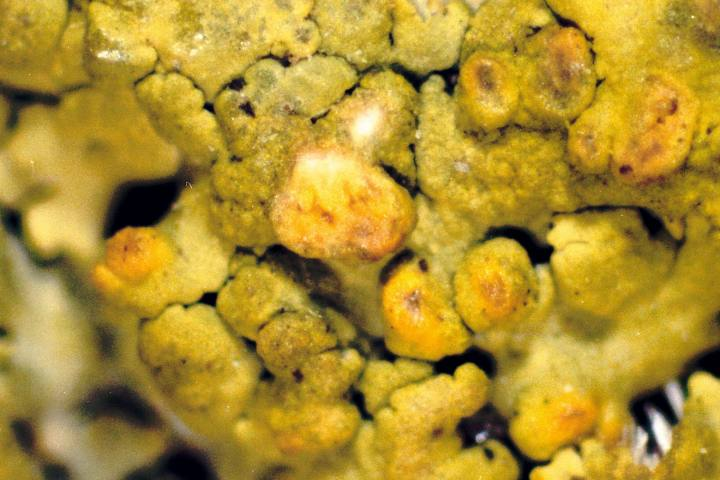
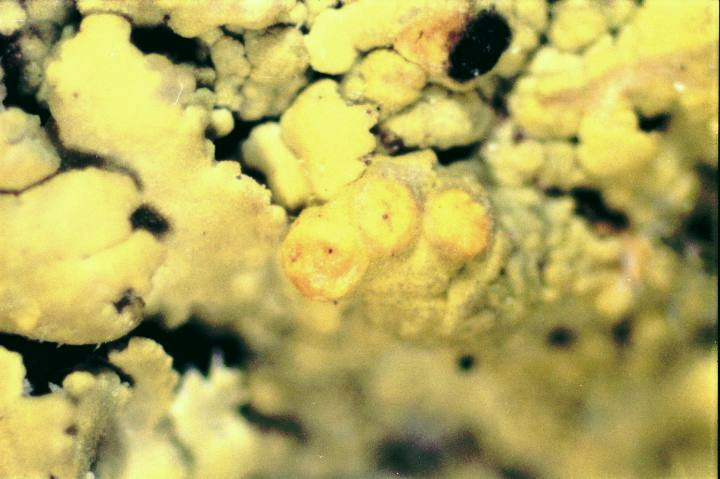
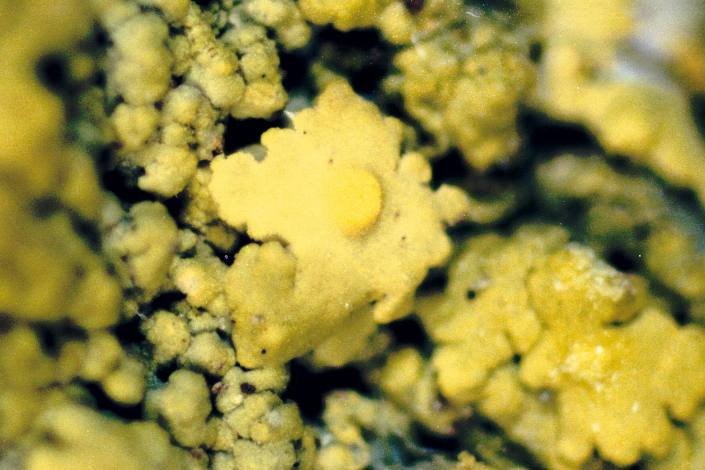
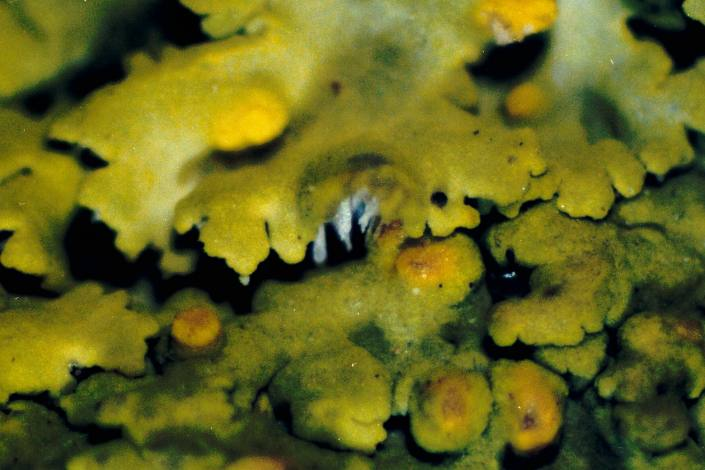
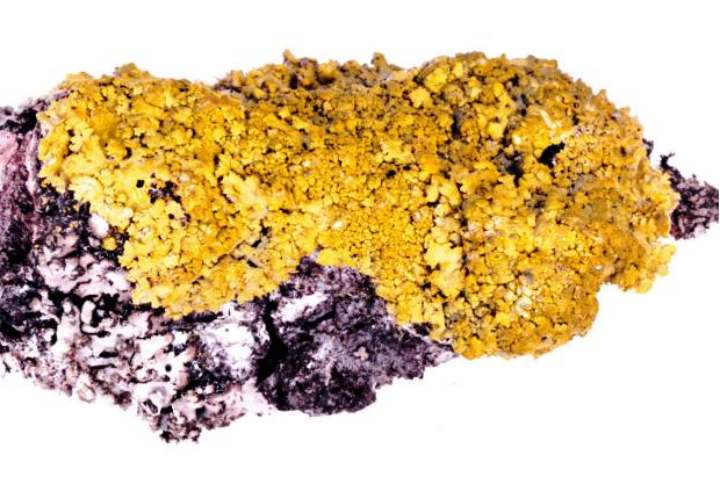